# Budynek Szkoły Podstawowej nr 1 w Toruniu
Budynek Szkoły Podstawowej nr 1 w Toruniu – dawny budynek Obywatelskiej i Średniej Szkoły Żeńskiej, siedziba Szkoły Podstawowej nr 1 im. Uczestników Strajku Szkolnego 1906–1907 w Toruniu. Znajduje się przy ul. Wielkie Garbary 9.
Prawdopodobnie w 1872 roku wybrano teren pod budowę Szkoły Żeńskiej dla Wyższego Kształcenia. W 1874 roku władze miasta zorganizowały konkurs na projekt szkoły żeńskiej. Nie przyjęto żadnego z nagrodzonych projektów, jednak na ich podstawie oraz sugestii berlińskiego architekta Hermanna Blankensteina w 1880 roku Julian Rehberg przygotował nowy projekt, który został zrealizowany. Budowę szkoły rozpoczęto 14 maja 1881 roku, a ukończono 9 kwietnia 1883 roku.
Po 1920 roku władze polskie zorganizowały w nim Miejskie Gimnazjum i Liceum Klasyczno-Humanistyczne Żeńskie, które ukończyła m.in. gen. prof. Elżbieta Zawacka.
Podczas I i II wojny światowej budynek pełnił funkcję lazaretu.
Od końca 1945 roku budynek ponownie zaczął pełnić funkcje oświatowe. W 1985 roku gmach przeszedł gruntowną modernizację.
Obiekt wpisany jest do gminnej ewidencji zabytków (nr 781).
Gmach, który zbudowano w stylu historyzującym z przewagą elementów klasycystycznych, na rzucie litery „u” z dwoma dziedzińcami, przetrwał do czasów współczesnych w niezmienionej formie architektonicznej. Jego charakterystycznym elementem jest trójkątne zwieńczenie z akroterionami w najwyższej kondygnacji środkowego ryzalitu.